# Gig Ryan
Elizabeth Anna Martina „Gig“ Ryan (* 5. November 1956 in Leicester, East Midlands, England) ist eine australische Dichterin, Literaturkritikerin, Singer-Songwriterin und Gitarristin.

## Leben und Wirken
Elizabeth Anna Martina Ryan ist das vierte von zehn Kindern des australischen Chirurgen Peter John Ryan (1925–2002) und dessen Ehefrau Margery Ryan. Sie wurde 1956 in Leicester geboren, wo ihr Vater als Oberarzt am Leicester General Hospital in Goodwood tätig war. Nach der Rückkehr der Familie nach Australien 1957 wuchs sie in Melbourne auf und besuchte dort katholische Schulen. Dabei wurde ihr Interesse an Literatur, Musik und Kunst geweckt. Nach Abschluss der Schule schrieb sie sich 1974 für Kunst an der La Trobe University ein. Im selben Jahr gewann sie einen Lyrikpreis des Bundesstaates Victoria, veröffentlichte ihre ersten Gedichte und unterstützte die Gründung der feministischen Literaturzeitschrift Luna, die sie bis 1978 unter anderem mit der britisch-australischen Dichterin Barbara Giles (1912–2006) herausgab. Neben ihrer literarischen Arbeit war sie auch als Singer-Songwriterin tätig und trat in Bars und Cafés in Melbourne auf.
Ende 1978 ging sie nach Sydney, studierte Musiktheorie und gründete mit zwei weiteren Musikerinnen die Band „Disband“, mit der sie das Minialbum Six Goodbyes veröffentlichte. 1980 erschien ihr erster Gedichtband The Division of Anger. Obwohl es auch negative Kritiken gab, erhielt sie dafür 1981 den „Anne Elder Award“ (geteilt mit Jenny Boult für The Hotel Anonymous). 1988 erhielt sie vom „Australia Council for the Arts“ ein Autorenstipendium.
1990 kehrte sie nach Melbourne zurück und legte 1993 an der Universität in Latein und Altgriechisch den Bachelor of Arts ab. Mit David Nichols, den sie bereits in Sydney kennengelernt hatte, begründete sie 1996 die Band „Driving Past“. Weitere Mitglieder waren der Bassist Andrew Withycombe, die Gitarristin und Keyboarderin Mia Schoen und zeitweilig Laura McFarlane und Michael Nichols.
Von 1998 bis 2016 war sie Lyrik-Redakteurin der Zeitung The Age und Jurorin des „Age Book of the Year Awards“. Als Literaturkritikerin unterstützt sie Verlage bei der Herausgabe von Büchern und schreibt Reviews, z. B. für das Rochford Street Review und das Australian Book Review. Sie schrieb unter anderem Artikel über Les Murray, Judith Wright und Pramoedya Ananta Toer.
Ihre Lyrik ist bekannt für ihre satirische Schärfe, ihre klare Beobachtung sozialer Sitten und ihren eigenwilligen Sprachgebrauch.

## Auszeichnungen
- 1981: „Anne Elder Award“ für The Division of Anger (geteilt mit Jenny Boult für The Hotel Anonymous)
- 1999: C. J. Dennis Prize for Poetry für Pure and Applied
- 2015: Christopher Brennan Award der „Fellowship of Australian Writers Victoria“ mit einer von Michael Meszaros gestalteten Plakette[10]

## Werke
Gedichtbände
- The Division of Anger. Transit Poetry, Glebe, NSW 1980, ISBN 0-9594377-1-1.
- Manners of an Astronaut. Hale & Iremonger, Sydney 1984, ISBN 0-86806-090-9.
- The Last Interior. Scripsi, Parkville, Vic. 1986, ISBN 0-9592037-1-0.
- Excavation (Arguments and Monologues). Picador, Sydney 1990, ISBN 0-330-27193-8.
- Pure and Applied. Paper Bark Press, Brooklyn, NSW 1998, ISBN 0-9586482-6-3.
- Heroic Money. Brandl and Schlesinger, Rose Bay, NSW 2001, ISBN 1-876040-33-5.
- New and Selected Poems. Giramondo, Artarmon, NSW 2011, ISBN 978-1-920882-66-2.

Ausgabe in Großbritannien: Selected poems. Bloodaxe, Tarset 2012, ISBN 978-1-85224-921-2.
Gedichte in Anthologien
- Rose Lucas, Lyn McCredden (Hrsg.): Bridgings. Readings in Australian Women’s Poetry. Oxford University Press, South Melbourne 1996, ISBN 0-19-553595-2, S. 173–193.
- Peter Porter (Hrsg.): The Oxford Book of Modern Australian Verse. Oxford University Press, Oxford 1998, ISBN 0-19-553376-3, S. 258 ff.
- Peter Craven (Hrsg.): The Best Australian Poems 2003. Black, Melbourne 2003, ISBN 1-86395-093-1, S. 115–118.

## Diskografie
mit Disband
- 1988: Six Goodbyes (Minialbum, Big Home Productions)

mit Driving Past
- 1998: Church Fête (Single, Chapter Music)
- 1999: Real Estate (Album, Chapter Music)
- 2006: Travel (Album, Jacana Records)